# Mol (unidad maya)

Símbolo de glifo correspondiente al mol

El mol es la octava veintena de días del sistema calendárico del haab y simboliza al arribo de las nubes y la recolección del agua.  También esta veintena simbolizaba al jade y al jaguar. El mol, junto al yaxk’in y el ch’en, está dentro del trio de veintenas que corresponden al sol.  Para los mayas, los nacidos en este período tenían el poder de intuir los cambios climáticos y el arribo de la lluvia.